# Lars Nordwall
Lars „Lasse“ Nordwall (* 22. September 1928 in Grundsunda; † 27. Oktober 2004 in Linköping) war ein schwedischer Radrennfahrer und nationaler Meister im Radsport.

## Sportliche Laufbahn
Er war Teilnehmer der Olympischen Sommerspiele 1952 in Helsinki und der Olympischen Sommerspiele 1956 in Melbourne. 1952 schied er im olympischen Straßenrennen aus. 1956 wurde er im olympischen Straßenrennen als 10. klassiert. 1952 wurde er mit seiner Mannschaft Vierter in der Mannschaftswertung des Straßenrennens, 1956 kam sein Team auf den 5. Rang in der Mannschaftswertung des Straßenrennens.
Nordwall wurde 1951 Dritter der schwedischen Meisterschaften im Straßenrennen und im Einzelzeitfahren. Ein Jahr später gewann er die Meisterschaft im Stafettenfahren (ein Zeitfahren mit jeweils drei Fahrern pro Mannschaft). 1953 siegte er im Rennen der Nordischen Meisterschaften in Oslo vor Eluf Dalgaard. Die Nordische Meisterschaft gewann er auch 1954, diesmal in der Mannschaftsverfolgung. Zudem wurde er Zeitfahrmeister in Schweden und gewann das dänische Roskilderennen. 1954 siegte er in der 9-Provinzen-Rundfahrt, 1955 und 1957 im Östgötaloppet. 
Seinen wohl bedeutendsten internationalen Erfolg feierte er 1955 mit dem Sieg in der Österreich-Rundfahrt. Weiterhin gewann er in jener Saison den Titel im Einzelzeitfahren erneut sowie das Einzelrennen der Nordischen Meisterschaften.